# سفارة صربيا في المجر
سفارة صربيا في المجر هي أرفع تمثيل دبلوماسي لدولة صربيا لدى المجر. تقع السفارة في بودابست وهي تهدف لتعزيز المصالح الصربية في المجر.

## وصلات خارجية
- الموقع الرسمي
- قائمة سفارات صربيا
- قائمة السفارات في المجر